# Musola
Musola is een geslacht van hooiwagens uit de familie Assamiidae.
De wetenschappelijke naam Musola is voor het eerst geldig gepubliceerd door Roewer in 1927. 

## Soorten
Musola is monotypisch en omvat slechts de volgende soort:
- Musola longipes